# Saint-Colomb-de-Lauzun
Saint-Colomb-de-Lauzun ist eine französische Gemeinde mit 474 Einwohnern (Stand: 1. Januar 2022) im Département Lot-et-Garonne in der Region Nouvelle-Aquitaine (vor 2016: Aquitanien). Sie gehört zum Arrondissement Marmande und zum Kanton Le Val du Dropt. Die Einwohner werden Saint-Colombins genannt.

## Geografie
Die Gemeinde Saint-Colomb-de-Lauzun liegt an der oberen Dourdenne, 28 Kilometer südlich von Bergerac und etwa 30 Kilometer nordwestlich von Villeneuve-sur-Lot. Umgeben wird Saint-Colomb-de-Lauzun von den Nachbargemeinden Lauzun im Norden, Sérignac-Péboudou im Osten, Ségalas im Osten und Südosten, Montignac-de-Lauzun im Süden, Lavergne im Südwesten sowie Bourgougnague im Westen und Nordwesten.

## Bevölkerungsentwicklung
| Jahr                       | 1962 | 1968 | 1975 | 1982 | 1990 | 1999 | 2006 | 2013 | 2022 |
| Einwohner                  | 488  | 449  | 457  | 489  | 464  | 434  | 477  | 510  | 474  |
| Quellen: Cassini und INSEE |      |      |      |      |      |      |      |      |      |

## Sehenswürdigkeiten
- Kirche Saint-Colomban aus dem 11. Jahrhundert, mit Umbauten im 14./15. Jahrhundert, seit 1927 Monument historique
- Kapelle Saint-Eutrope aus dem 12. Jahrhundert
- Schloss La Tourelle

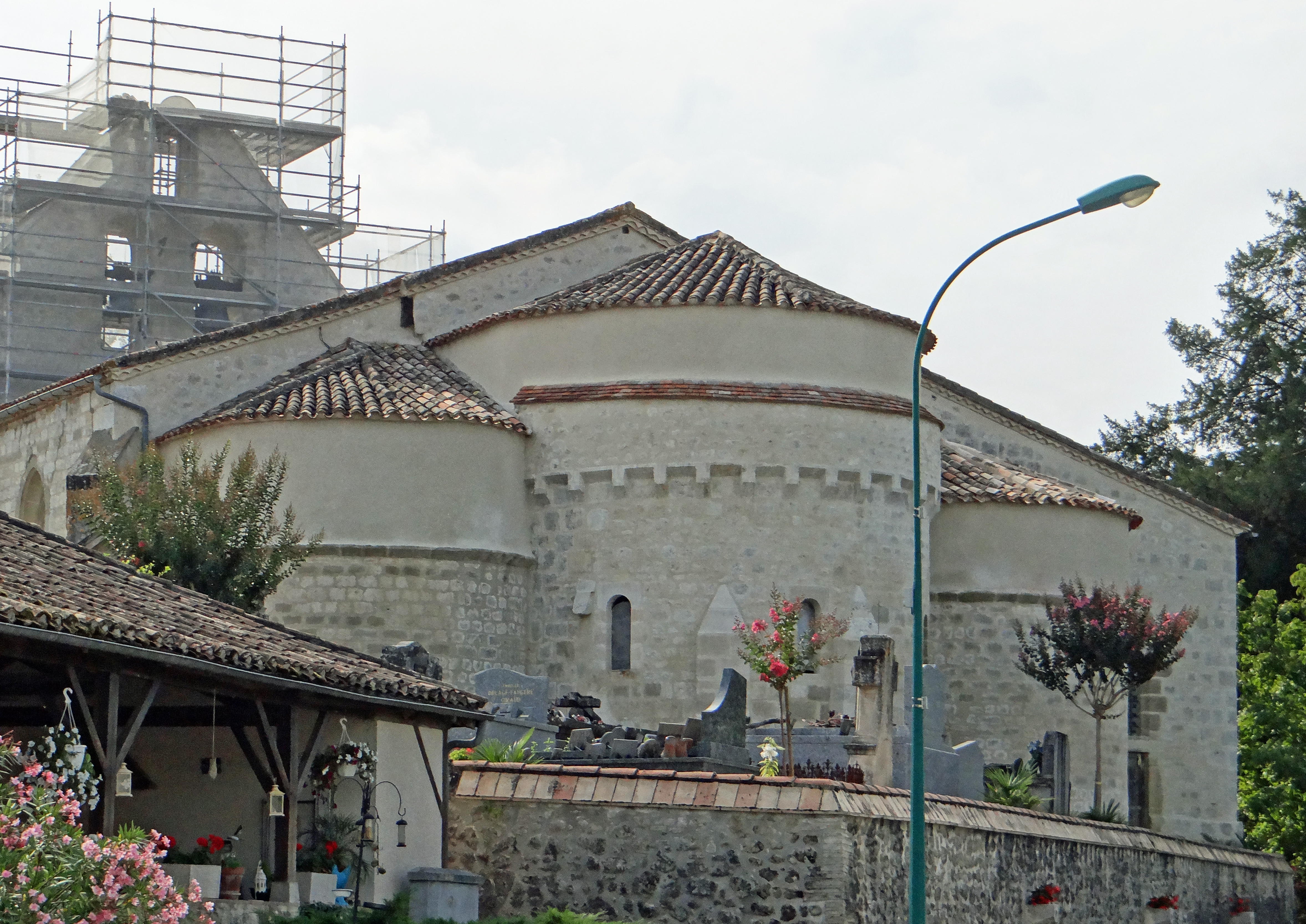
Kirche Saint-Colomban